# Carl-Julius Anrick
Carl-Julius Anrick, född 1 februari 1895 i Jakobs församling, Stockholm, död 25 april 1961 i Oscars församling, Stockholm, var en svensk kartograf.

## Biografi
Anrick blev filosofie doktor i Stockholm 1921, var sekreterare i Svenska turistföreningen från 1919, styrelsemedlem i Samfundet för hembygdsvård och Svenska naturskyddsföreningen med flera organisationer. 
Anrick har gett ut ett flertal kartografiska arbeten, som Karta över Sveriges åkerareal (1921), Våra svenska nationalparker (1927) med flera arbeten. Han har också gjort betydande insatser för den svenska turismens utveckling och bland annat tagit initiativ till den 1932 i Svenska turistföreningens regi upplagda vandrarhemsrörelsen.